# Castello di San Michele (Santa Maria del Cedro)
Das Castello di San Michele, auch Castello dell’Abatemarco, ist eine Burgruine normannischer Bauart aus dem 11. Jahrhundert in der Gemeinde Santa Maria del Cedro in der italienischen Region Kalabrien. Ihr Name erklärt sich aus der Nachbarschaft zu einer Kirche, die dem Erzengel Michael geweiht ist. Die Burgruine liegt in der Via Cedriere.

## Beschreibung
Die Ruine der Festung liegt auf einer felsigen Anhöhe unweit des Flusses Abatemarco. Die Festung hat einen rechteckigen Grundriss und war vor ihrem Verfall vermutlich auch mit einer Zugbrücke ausgestattet. Am Haupteingang hat sie einen Rundturm.

## Bildergalerie

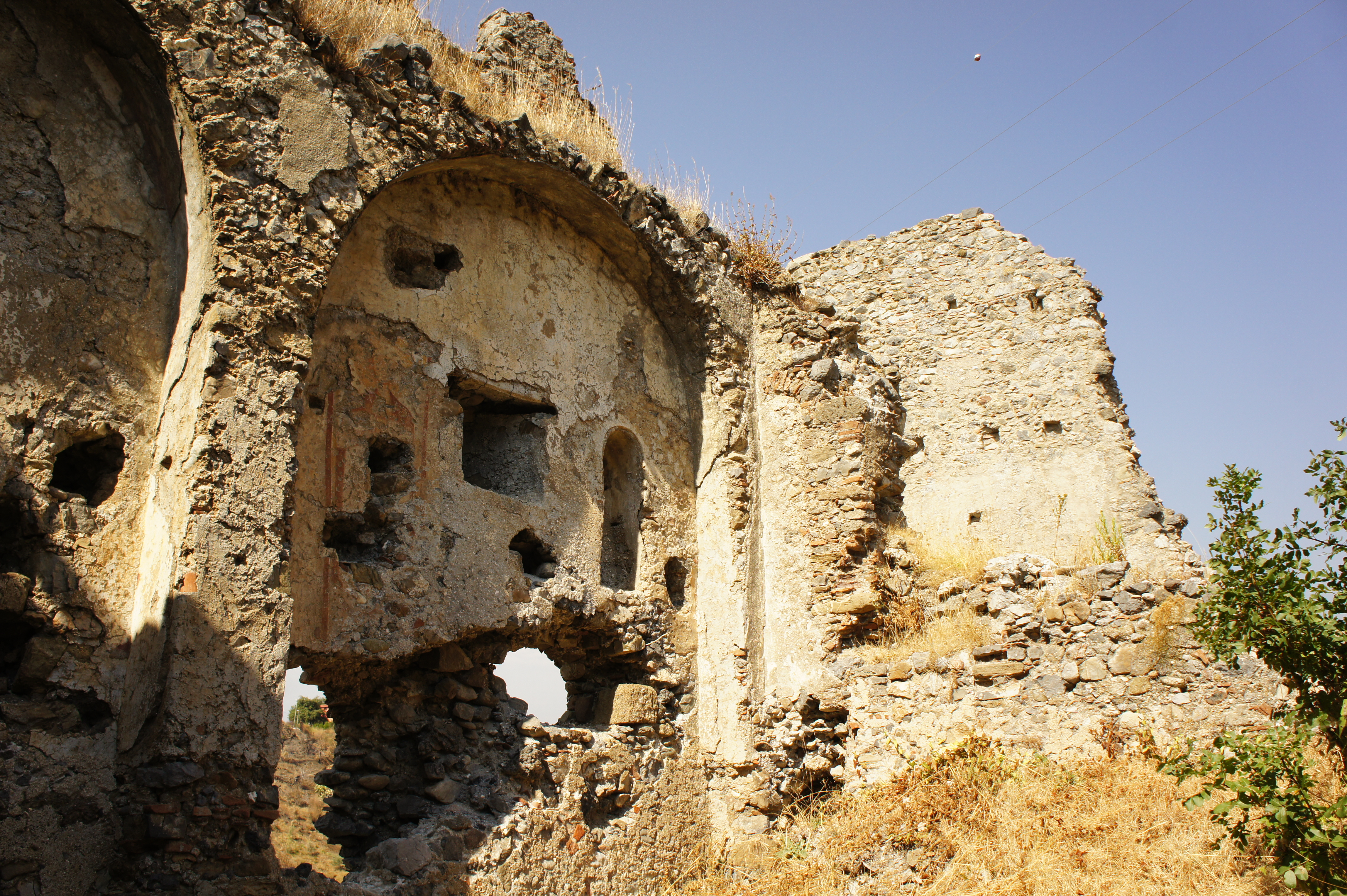
Im Inneren der Burgruine
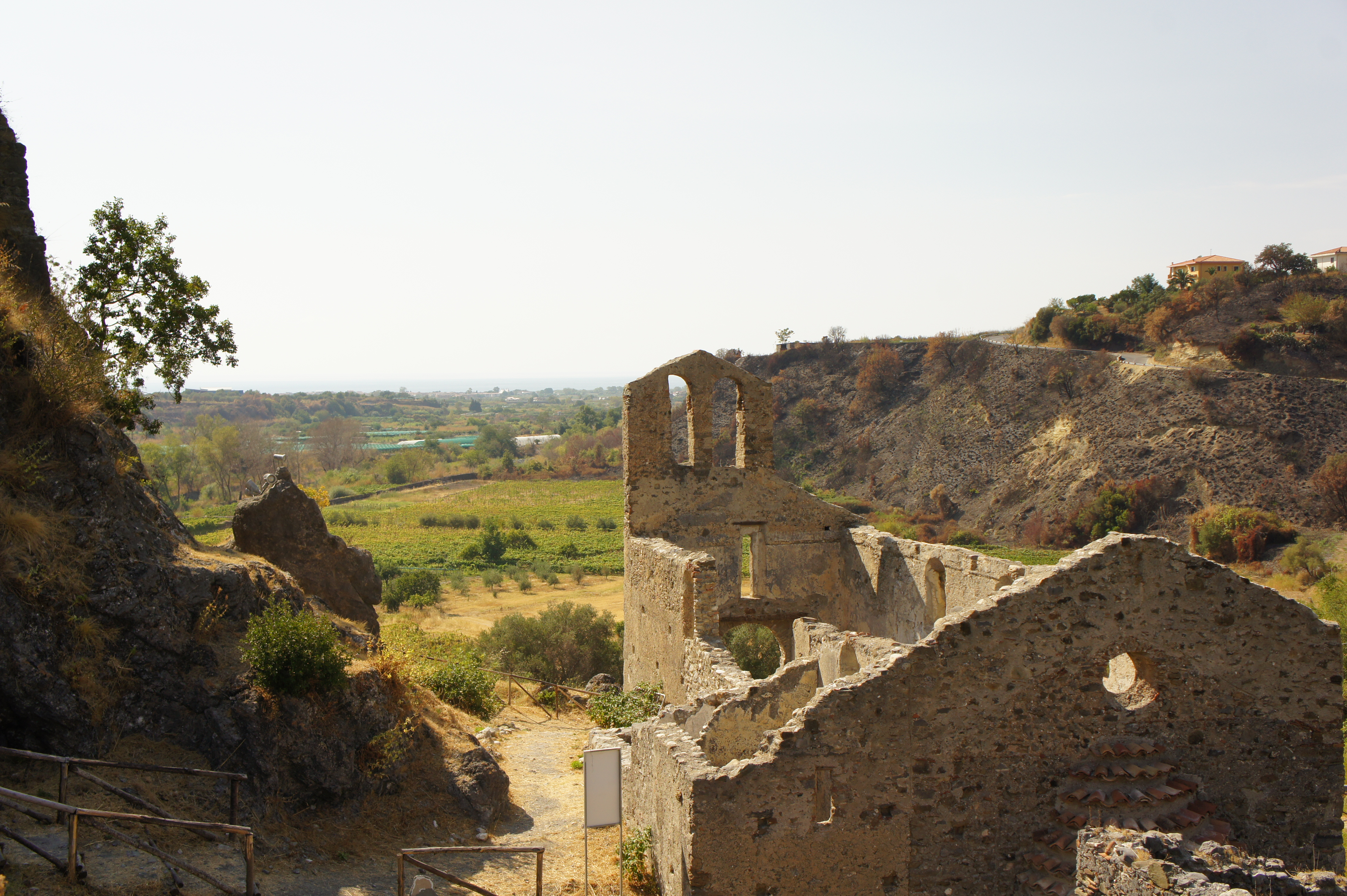
Die Kirche ‚‚San Michele Archangelo‘‘